# مستر پیتزا
مستر پیتزا (انگلیسی: Mr. Pizza) شرکت رستوران‌های زنجیره‌ای کره‌ای است، که در سال ۱۹۹۰ توسط جونگ وو هیون تأسیس شد.